# Darling (album)
Albums de Yui Horie
Usotsuki Alice to Kujira go wo meguru boken
(2005) Honey Jet!!
(2009)
Singles
Darling est le 6e album solo de Yui Horie, sorti sous le label Star Child le 20 janvier 2008 au Japon.

## Présentation
L'album arrive 8e à l'Oricon et reste classé 5 semaines pour un total de 25 115 exemplaires vendus. Il contient des titres inédits ainsi que la chanson  Hikari présente sur le single Hikari, la chanson  Koisuru Tenkizu présente sur le single Koisuru Tenkizu, et les chansons Days et  Say cheese! présente sur le single Days. L'album sort au format CD et en édition limitée qui contient en plus un photobook.

## Liste des titres
| 1.  | Lalala Ai no Uta (ラララ愛の歌)                    | ACOMPANAR                                                | ACOMPANAR                   | 4:14 |
| 2.  | Time machine                                       | Karen Shiina (椎名可憐)                                  | Naoko Kawakami (川上直子)   | 4:31 |
| 3.  | Days (世界中の愛を言葉にして)                      | Tomokazu Tashiro, Chieko Suyama (田代智一・すやまちえこ) | Tomokazu Tashiro (田代智一) | 4:11 |
| 4.  | Kami-sama Onegai (かみさまおねがい)                | Kyouko Fujii (藤井響子)                                  | 尾比良幸                    | 3:49 |
| 5.  | Koisuru Tenkizu (恋する天気図)                     | Natsumi Tadano (只野菜摘)                                | Takahiro Koike (古池孝浩)   | 4:51 |
| 6.  | Say cheese!                                        | Tomokazu Tashiro, Chieko Suyama (田代智一・すやまちえこ) | Tomokazu Tashiro (田代智一) | 4:00 |
| 7.  | Tsutaerarenai Kotoba (伝えられない言葉)            | ACOMPANAR                                                | Yoshihiro Suda (須田悦弘)   | 5:34 |
| 8.  | Hikari (ヒカリ)                                    | Karen Shiina (椎名可憐)                                  | YUPA                        | 3:46 |
| 9.  | Love Me Do (LOVE ME DO)                            | Atsuko                                                   | Atsuko, Katsu               | 5:15 |
| 10. | Lovely♥Everyday (ラブリ♥エブリデイ)                | Yuki Matsuura (松浦有希)                                 | Shūya Koike (小池修也)      | 4:55 |
| 11. | Kirei na Kaze ga Fuiteiru (きれいな風が吹いている) | Yūho Iwasato (岩里祐穂)                                  | Sena (瀬名)                 | 3:34 |
| 12. | Zutto (ずっと)                                     | tiny*                                                    | Shigenobu Ōkawa (大川茂伸)  | 5:07 |
| 13. | Hello (ハロー)                                     | Kumoko (雲子)                                            | Kumoko (雲子)               | 4:00 |
| 14. | Little Honey Bee                                   | Masumi Asano (あさのますみ)                              | Masaru Yokoyama (横山克)    | 2:41 |